# Nicole Cooke
Nicole Denise Cooke (Swansea, 18 april 1983) is een Welshe voormalig wielrenster. Cooke resideert in Wick, Wales en Lugano, Zwitserland. Zij won goud op de Gemenebestspelen in Manchester (2002), Olympische Spelen in Peking en wereldkampioenschap wielrennen in Varese (beide 2008). Ook is zij meervoudig Brits kampioene op de weg en in het veld, won ze tweemaal het eindklassement in de wereldbeker en won ze meerdere eendags- en etappewedstrijden.
In de zomer van 2014 bracht ze haar autobiografie uit onder de titel The Breakaway.

## Belangrijkste overwinningen

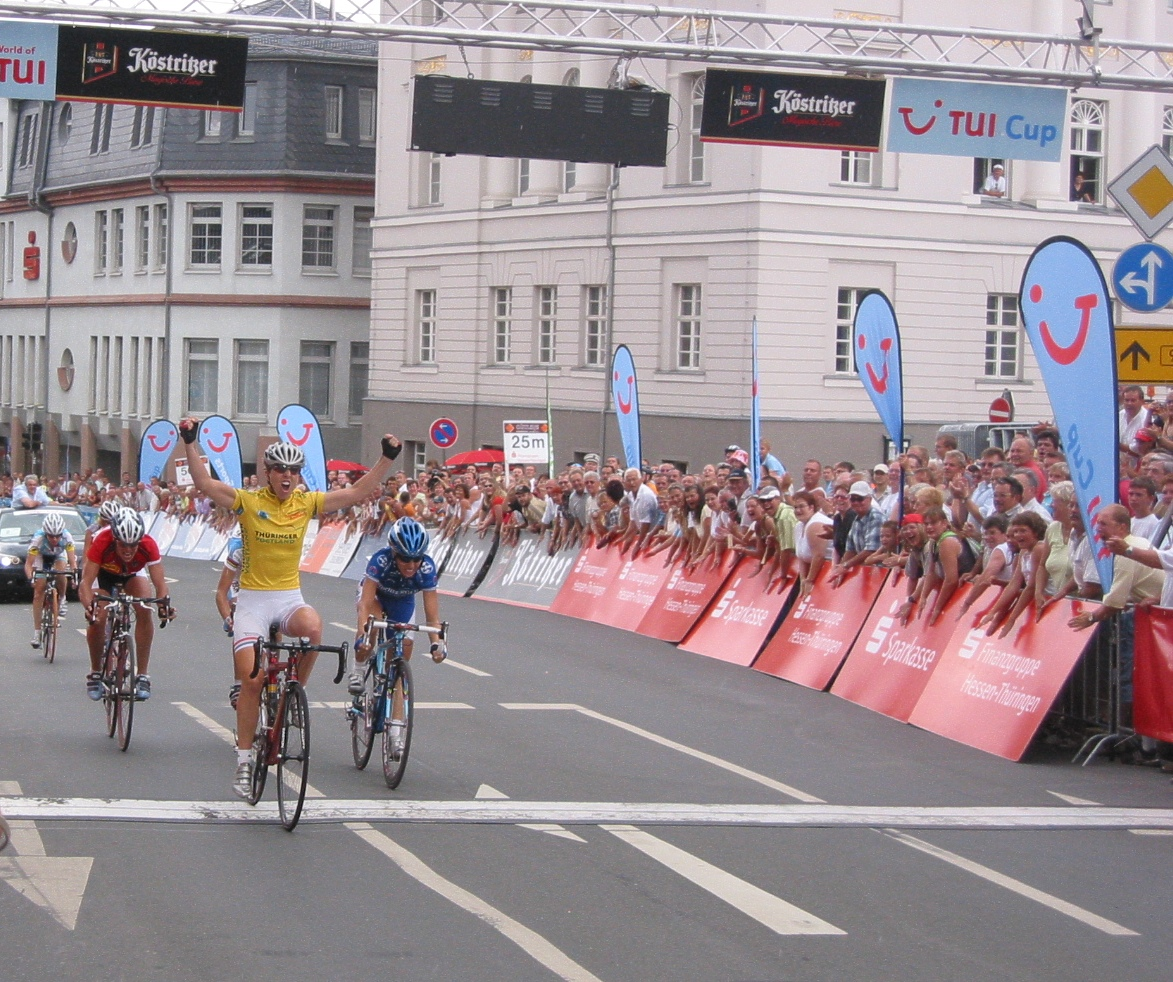
Winst in Thüringen-Rundfahrt 2006

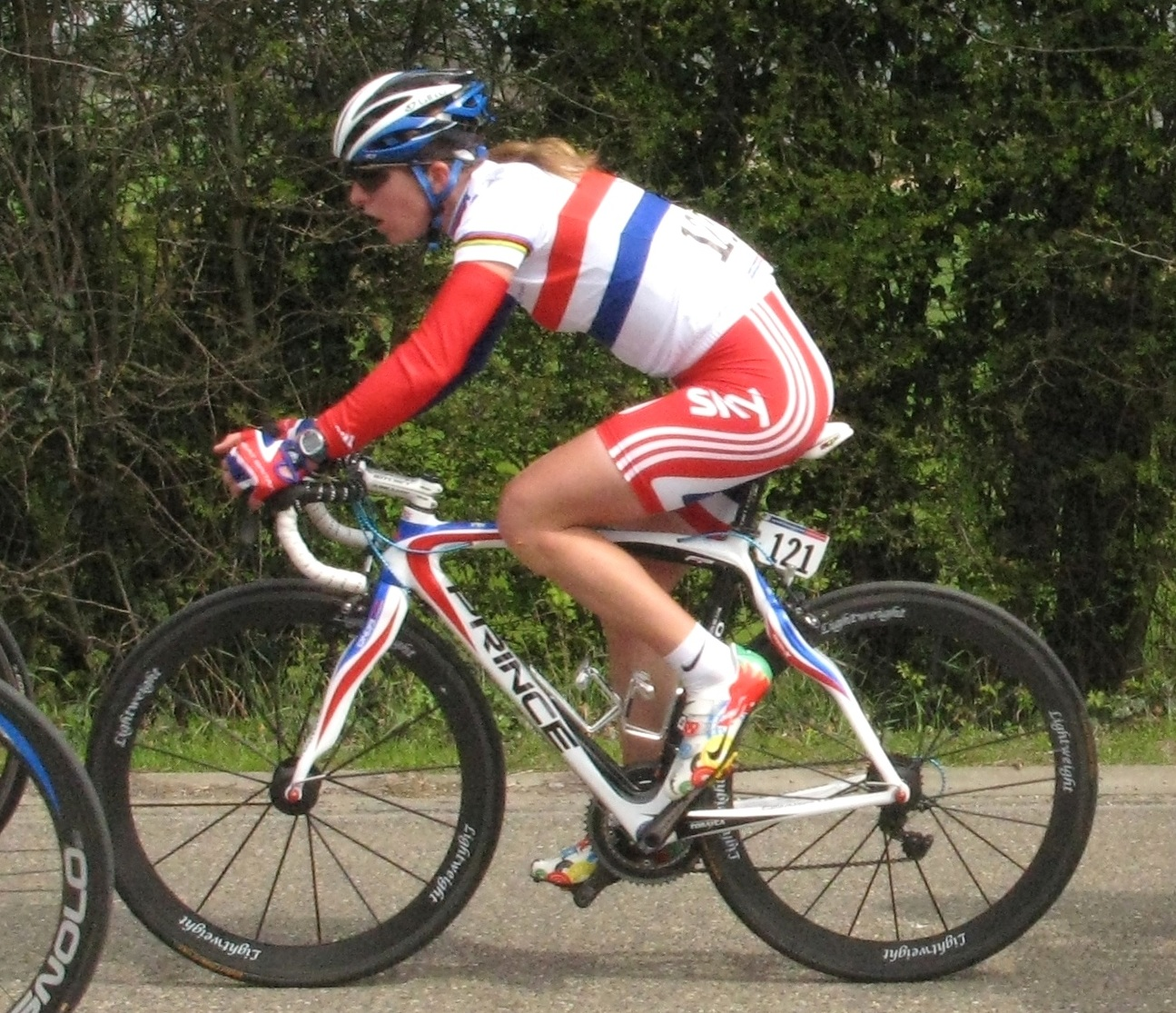
Cooke was 10 jaar Brits kampioene

1999
- Brits kampioene op de weg

2000
- Wereldkampioene wielrennen op de weg, junioren

2001
- Wereldkampioene wielrennen op de weg
  - Wegwedstrijd, junioren
  - Tijdrit, junioren
- Wereldkampioene Mountainbike, junioren
- Brits kampioene op de weg
- Brits kampioene veldrijden

2002
- Gemenebestspelen, wegwedstrijd
- Brits kampioene op de weg

2003
- WB-wedstrijd Waalse Pijl
- WB-wedstrijd Amstel Gold Race
- WB-wedstrijd GP Plouay
- Eindklassement UCI Road Women World Cup
- Brits kampioene op de weg

2004
- 8e etappe Giro Donne
- Eindklassement Giro Donne
- Brits kampioene op de weg

2005
- Trofeo Alfredo Binda-Comune di Cittiglio
- WB-wedstrijd Waalse Pijl
- Brits kampioene op de weg

2006
- Waalse Pijl
- 1e etappe Grande Boucle
- Eindklassement Grande Boucle
- 2e, 4e, 5e en 6e etappe Thüringen-Rundfahrt
- Eindklassement Thüringen-Rundfahrt
- Brits kampioene op de weg

2007
- Trofeo Alfredo Binda-Comune di Cittiglio
- WB-wedstrijd Australia World Cup
- WB-wedstrijd Ronde van Vlaanderen
- Brits kampioene op de weg
- 2e in Eindklassement UCI Road Women World Cup

2008
- Olympisch kampioene op de wegwedstrijd
- Wereldkampioene (Elite, vrouwen)
- Brits kampioene op de weg

2009
- 2e en 3e etappe deel B Emakumeen Bira
- 2e etappe Giro del Trentino Alto Adige-Südtirol
- Brits kampioene op de weg
- Eindklassement Giro del Trentino Alto Adige-Südtirol

2010
- 3e etappe, deel A Emakumeen Bira
- 2e etappe Giro del Trentino Alto Adige-Südtirol
- Eindklassement Giro del Trentino Alto Adige-Südtirol

2011
- 5e etappe Giro Donne

2012
- 5e etappe Energiewacht Tour

## Medaillespiegel wereldkampioenschap wielrennen
| Goud     | Zilver   | Brons         |
| -------- | -------- | ------------- |
| 1 (2008) | 1 (2005) | 2 (2003,2006) |

## Medaillespiegel gemenebestspelen
| Goud     | Zilver | Brons    |
| -------- | ------ | -------- |
| 1 (2002) | geen   | 1 (2006) |

## Medaillespiegel Olympische kampioenschappen
| Goud     | Zilver | Brons |
| -------- | ------ | ----- |
| 1 (2008) | geen   | geen  |

## Ploegen
- 2001: Acca Due O-Lorena Camichi
- 2002: Pragma - Deia - Colnago
- 2003: Ausra Gruodis Safi
- 2004: Safi - Pasta Zara Manhattan
- 2005: Safi - Pasta Zara Manhattan
- 2006: Univega Pro Cycling Team
- 2007: Raleigh Lifeforce Pro Cycling Team
- 2008: Team Halfords Bikehut
- 2009: Vision 1 Racing
- 2011: S.C. MCipollini - Giambenini
- 2012: Faren - Honda Team

- International Standard Name Identifier: 0000 0000 5501 7425
- Library of Congress Control Number: no2009022436
- Nederlandse Thesaurus van Auteursnamen: 324139632
- Virtual International Authority File: 78956523
- WorldCat: E39PBJjCXb3CT9XMjjQdx863Qq

1984: Connie Carpenter-Phinney ·
1988: Monique Knol ·
1992: Kathy Watt ·
1996: Jeannie Longo ·
2000: Leontien van Moorsel ·
2004: Sara Carrigan ·
2008: Nicole Cooke ·
2012: Marianne Vos ·
2016: Anna van der Breggen ·
2020: Anna Kiesenhofer ·
2024: Kristen Faulkner
Baccaille · Bastianelli · Blindyuk · Callovi · Cooke · Galassi · Gobbo · Guderzo · Hohl · Luperini · Tagliaferro